# Nadelprobe
Die Nadelprobe (auch Stigmaprobe) war eine Hexenprobe, die in der  Frühen Neuzeit im Rahmen der Hexenverfolgung zur Anwendung kam.
Nachdem – meist im Zusammenhang mit der Anwendung der Folter – bei einer Angeklagten oder einem Angeklagten ein Hexenmal gesucht und gefunden worden war, unterzog man diese auffällige Körperstelle der Nadelprobe. Hierbei kommt die Vorstellung zum Tragen, dass der Teufel seinen Bündnispartnern und -partnerinnen gleichsam als Zeichen der Verbundenheit ein Zeichen aufdrückt. Die Körperstelle, worauf der Teufel sein Zeichen brannte, sollte schmerzunempfindlich sein, und es wurde behauptet, dass aus einer solchen niemals Blut fließen könne. Deshalb galt es nur als logisch, dass entsprechend gezeichnete Menschen es weder spüren können, wenn man mit einer Nadel in ein solches Hexenmal hineinsticht, noch dass es dabei zum üblichen Fließen von Blut kommen könne.
Die Nadelprobe wurde durch den Scharfrichter (Henker) durchgeführt, der auch für die Durchführung der Tortur zuständig war.
Es sind noch Werkzeuge erhalten, die für die Suche des Hexenmals zum Einsatz kamen. Darunter befinden sich auch solche, die eindeutig zum Betrug an den Opfern dienten, denn bei ihnen weicht bei Druck die Nadel in den Schaft zurück, sodass weder Schmerz noch Blutfluss entstehen konnten.
Im Mittelalter war eine Nadelprobe auch eine medizinische Methode zur Früherkennung von Sensibilitätsstörungen bei Lepra im Rahmen der Lepraschau.